# Bioley-Orjulaz
Bioley-Orjulaz är en ort i kommunen Assens i kantonen Vaud, Schweiz. Orten var före den 1 juli 2021 en egen kommun, men inkorporerades då in i kommunen Assens.